# Rubinat
Rubinat es una localidad española del municipio de Ribera d'Ondara, perteneciente a la provincia de Lérida, en la comunidad autónoma de Cataluña.

## Historia
Hacia mediados del siglo XIX, el lugar, por entonces perteneciente al municipio de Sant Pere dels Arquells, tenía contabilizada una población de 39 habitantes. La localidad aparece descrita en el decimotercer volumen del Diccionario geográfico-estadístico-histórico de España y sus posesiones de Ultramar de Pascual Madoz de la siguiente manera:

ROBINAT ó RUBINAT: l. en la prov. de Lérida, part. jud. de Cervera, dióc. de Vich, aud. terr. y c. g. de Cataluña (Barcelona), ayunt. de San Pere de Arquells. sit. en terreno algo desigual; su clima es frio, pero sano. Tiene 9 casas; igl. parr. (Sta. Maria), matriz de Sto. Tomás de Lluidás, servida por un cura, y buenas aguas potables. Confina con el r. Cervera, Granyenella y San Antolin. El terreno es de mediana calidad. prod.: trigo y legumbres. pobl.: 6 vec., 39 almas. riqueza imp.: 13,290 rs. contr.: el 14'48 por 100 de esta riqueza.
(Madoz, 1849, p. 521)

En la actualidad pertenece al municipio de Ribera d'Ondara. En 2022 tenía empadronados 52 habitantes.

## Patrimonio
En la localidad hay una iglesia bajo la advocación de Santa María.